# Allmänna försörjningsinrättningens församling
Allmänna försörjningsinrättningens församling var en församling i nuvarande i Stockholms stift i nuvarande Stockholms kommun. Församlingen uppgick 1889 i Kungsholms församling.

## Administrativ historik
Församlingen bildades 1 oktober 1860 för Stockholms stads allmänna försörjningsinrättning genom en utbrytning ur Sabbatsbergs fattighus församling. 1878 införlivades Stockholms stads militärförsörjningsinrättnings församling som bildats 1852. Församlingen uppgick 1889 i Kungsholms församling.